# 旧ドイツツーリングカー選手権
ドイチェ・トゥーレンヴァーゲン・マイスターシャフト（Deutsche Tourenwagen Meisterschaft, DTM）は、1984年から1995年まで開催されたドイツのツーリングカー選手権。ヨーロッパ各地でのレースが追加され、1996年には国際ツーリングカー選手権（ITC）へ移行した。
2000年から再開されたドイチェ・トゥーレンヴァーゲン・マスターズ（Deutsche Tourenwagen Masters）も略称はDTMで、日本語表記も同じドイツツーリングカー選手権と訳されることが多い。当項目は区別のため「旧ドイツツーリングカー選手権（旧DTM）」と表記する。

## 歴史

### シリーズ創設
ツーリングカーレースが盛んなドイツでは、1960年代前半からヨーロッパツーリングカー選手権（ETC）の前身となるシリーズが始まっていた。1972年にはグループ4GTカーとグループ2ツーリングカー混走によるドイツレーシングカー選手権（Deutsche Rennsport Meisterschaft, DRM）がスタートし、1977年にはグループ5（シルエットフォーミュラ）規定を導入して人気を博した。1980年代に入るとDRMはグループCプロトタイプ路線と、グループAツーリングカー路線に2分され、後者が1984年にドイツプロダクションカー選手権（Deutsche Produktionswagen Meisterschaft, DPM）としてスタートした。1986年には「ドイツツーリングカー選手権」に改称された。
競技者はプライベーター主体で、フランスで人気を博していたプロダクションカーレースを手本にしたハンディキャップ制度により、車種間のパフォーマンスの均衡が図られた。ETCのような排気量によるクラス分けを行わず、大小様々な車がスプリントレースで総合優勝を争った。1989年まではドライバーズランキングを争う選手権であり、1988年以降は1イベント2レース制が定着した。

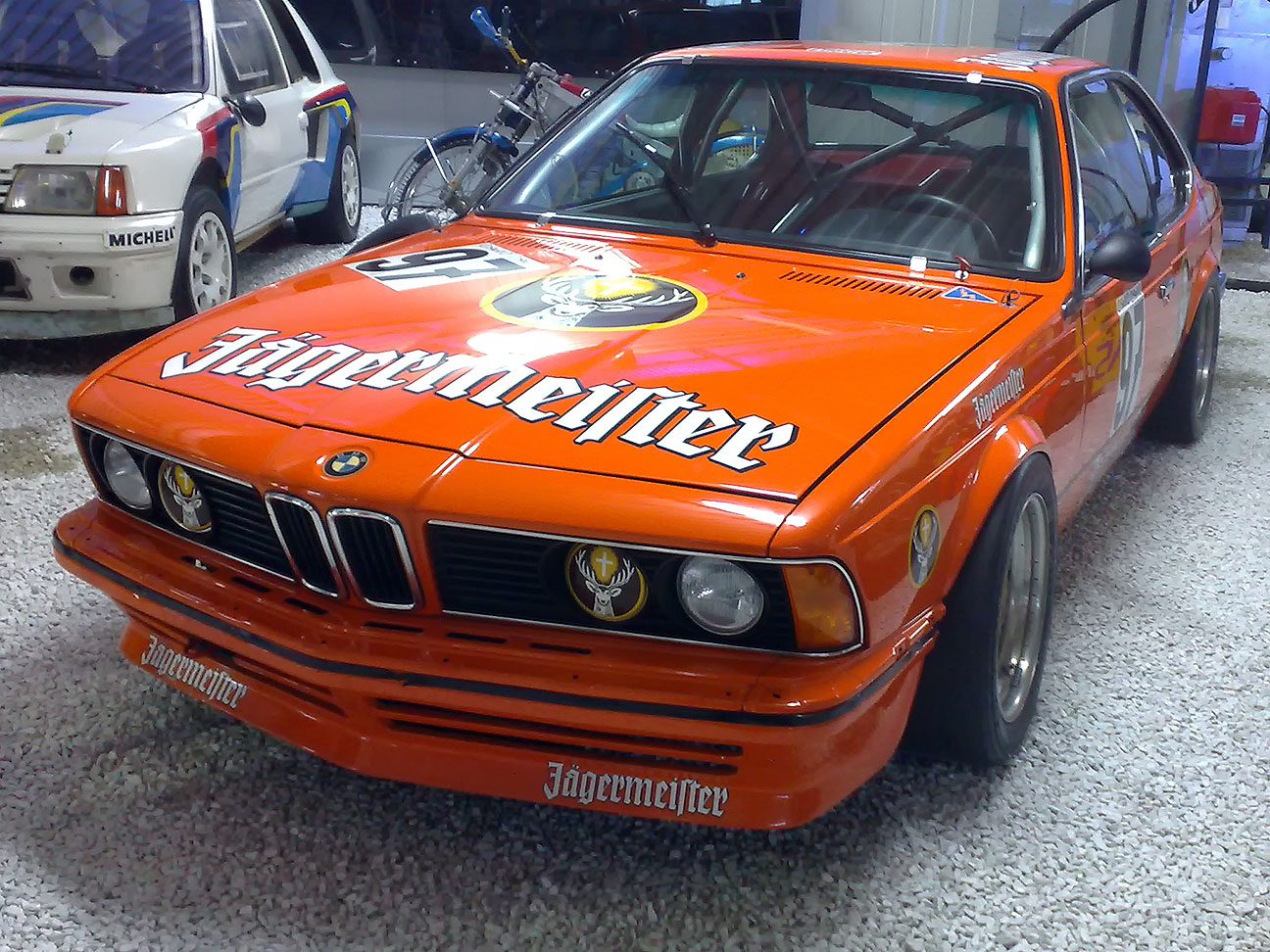
BMW・635CSi
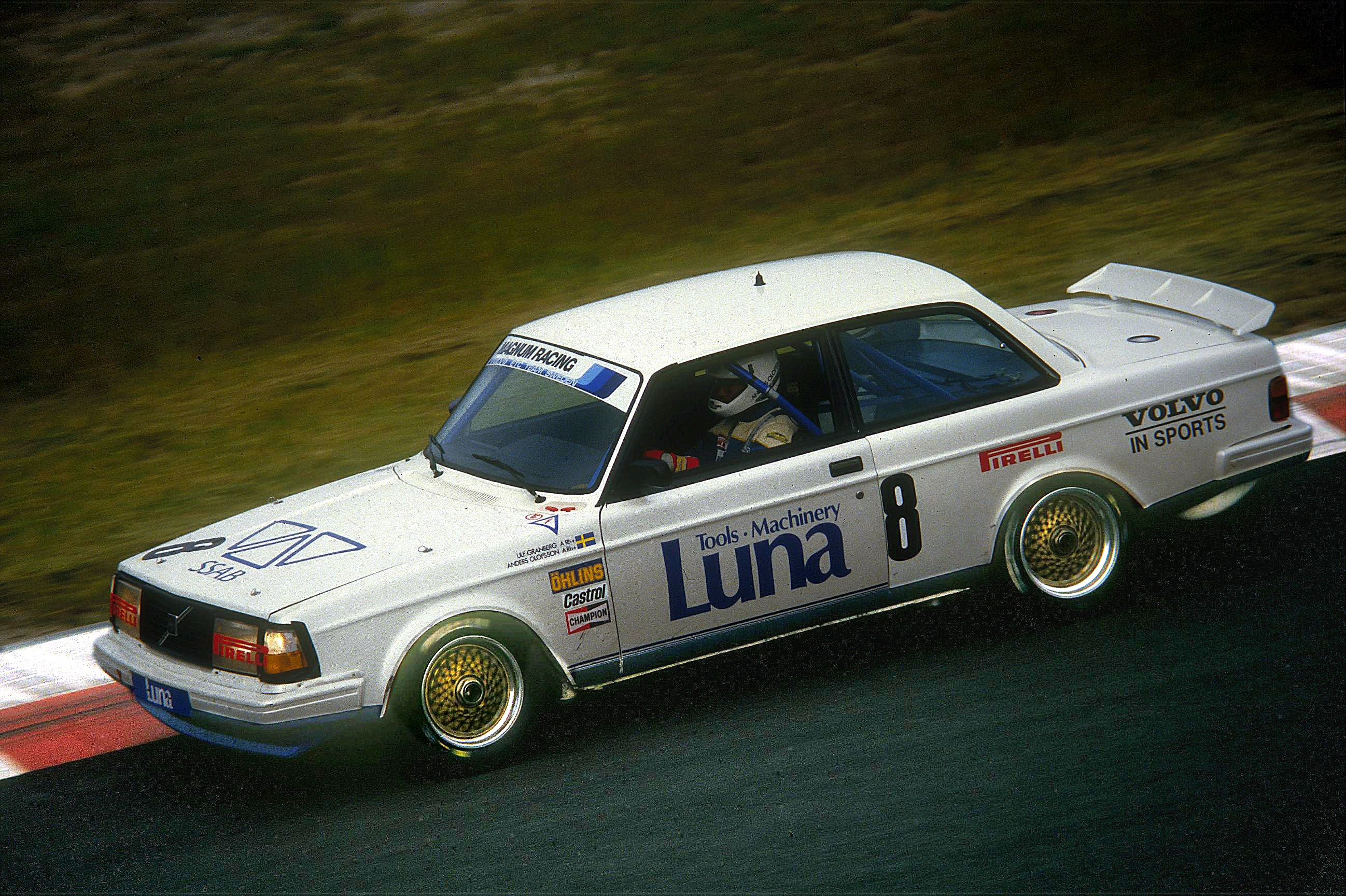
ボルボ・240ターボ
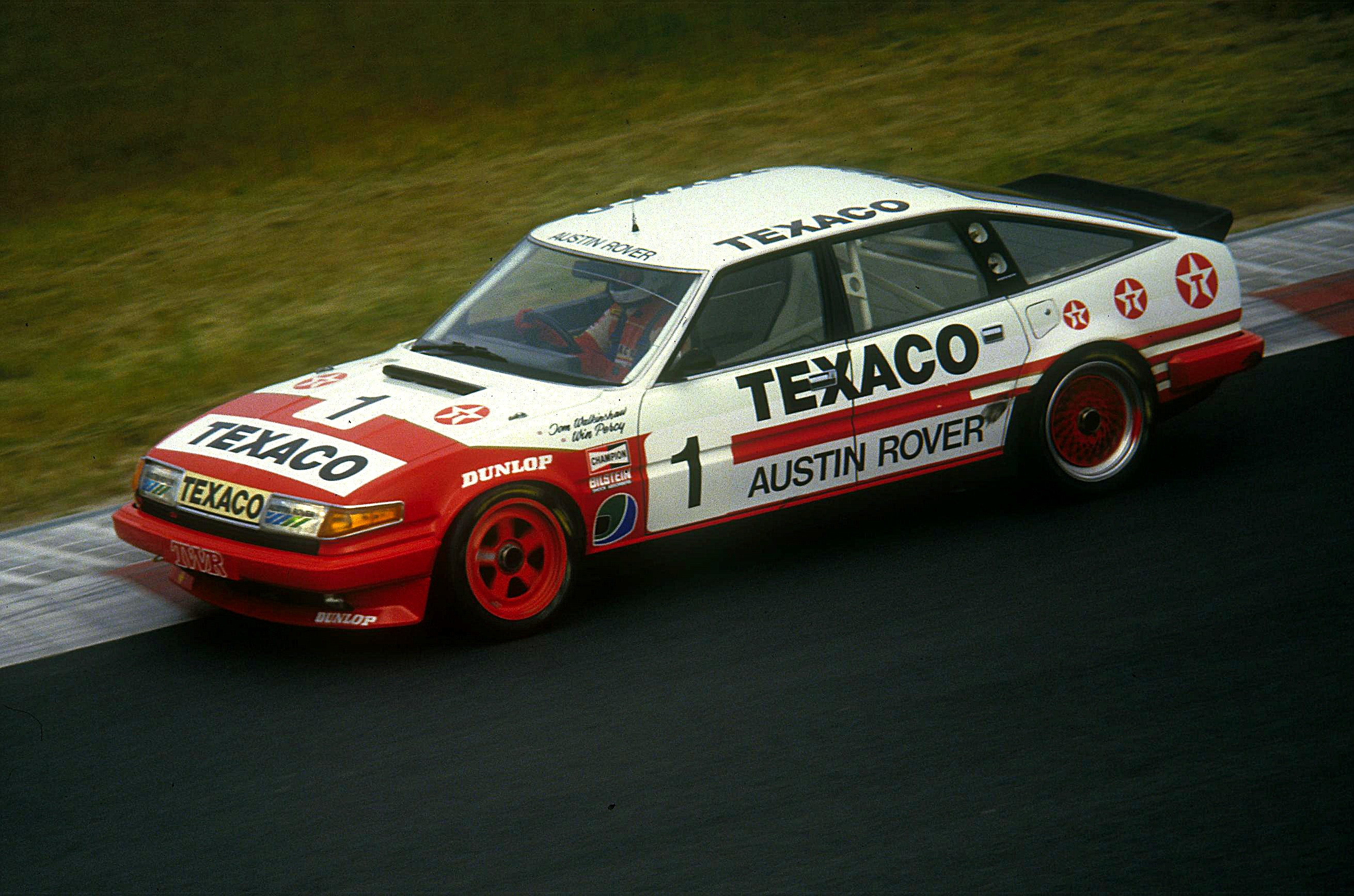
ローバー・ビテス
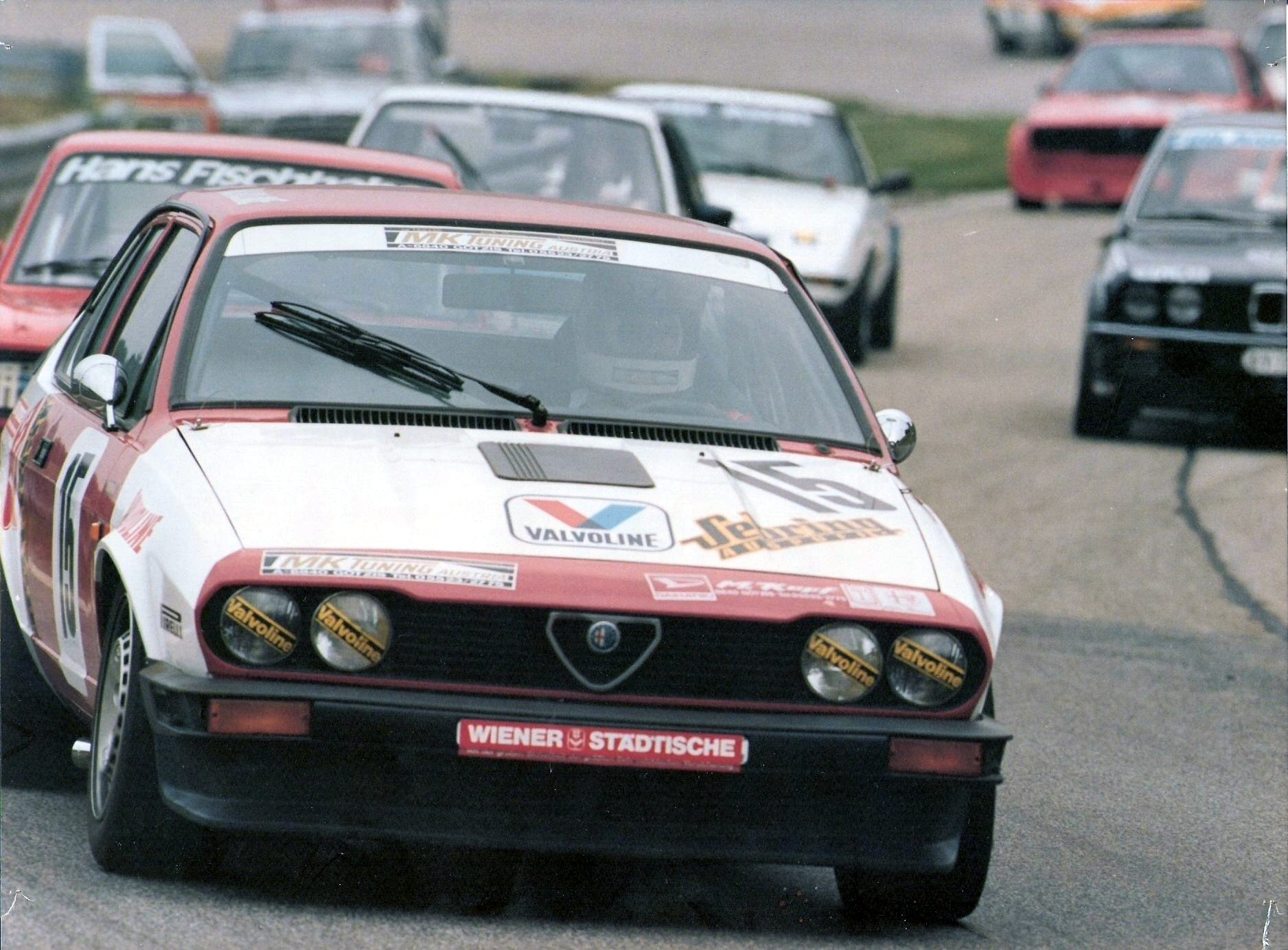
アルファロメオ・アルフェッタGTV6

### メーカー対決加熱
DTMの人気が市販車販売に影響を及ぼすにつれ、ドイツ国内の自動車メーカーの関与が深まり、グループA公認取得用のスペシャルモデルが投入される。1986年にはコスワースチューンのエンジンを搭載するメルセデス・ベンツ・190E 2.3-16がプライベーターから参戦。1955年のル・マン以降モータースポーツから遠ざかっていたメルセデス・ベンツが活動を再開する。
1987年以降はBMW、欧州フォード（拠点はケルン）、オペルもワークスマシンを投入し、シュニッツァー（BMW）、AMG（メルセデス）、イルムシャー（オペル）といったメーカー系チームが参戦。BMW M3とメルセデス・ベンツ・190Eが互いにエボリューションモデルを投入して熱い戦いを繰り広げる中で、1990年に四輪駆動のアウディ・V8 クワトロDTMが参入して2年連続メーカータイトルをさらう。

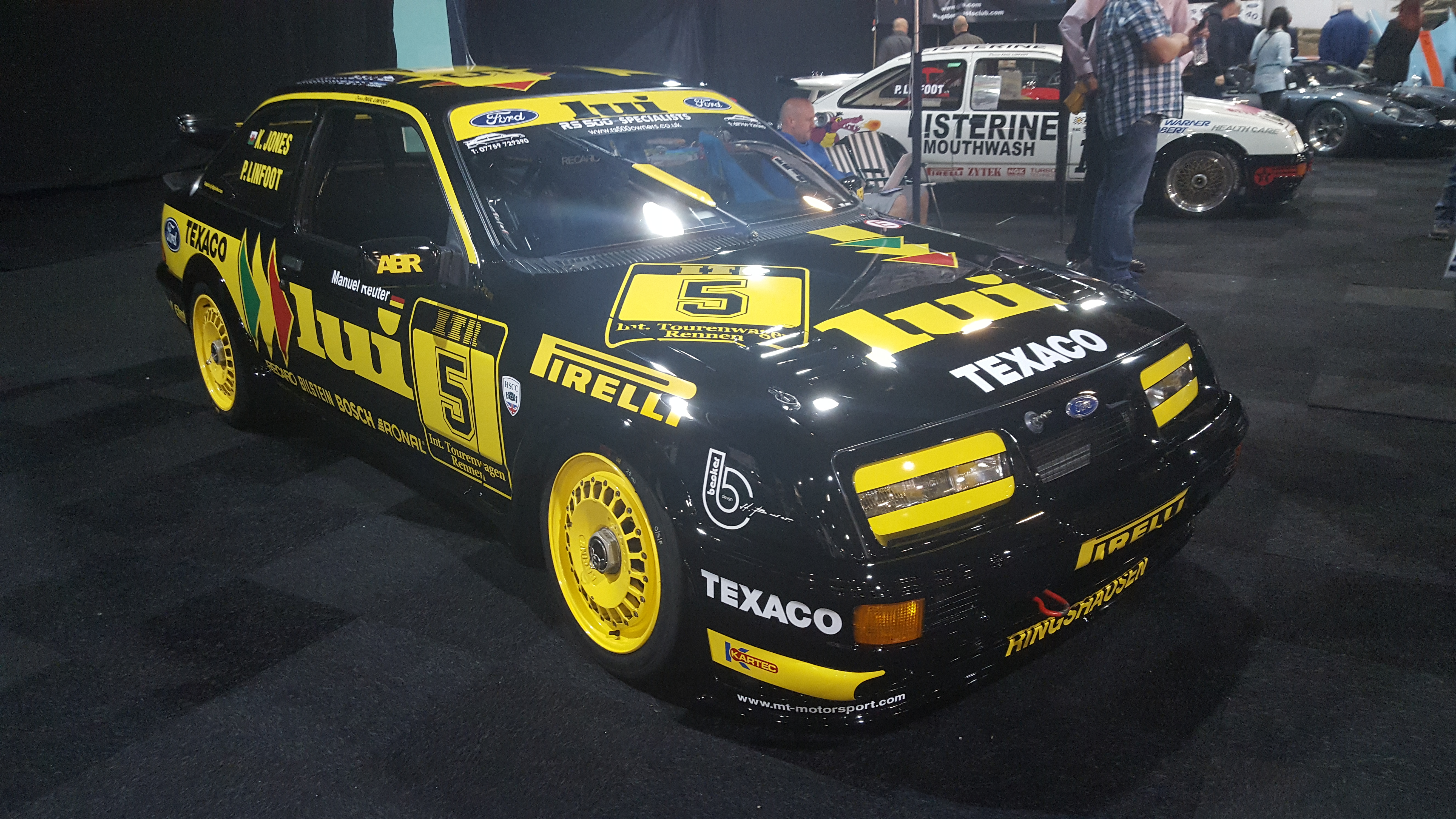
フォード・シエラ RS500
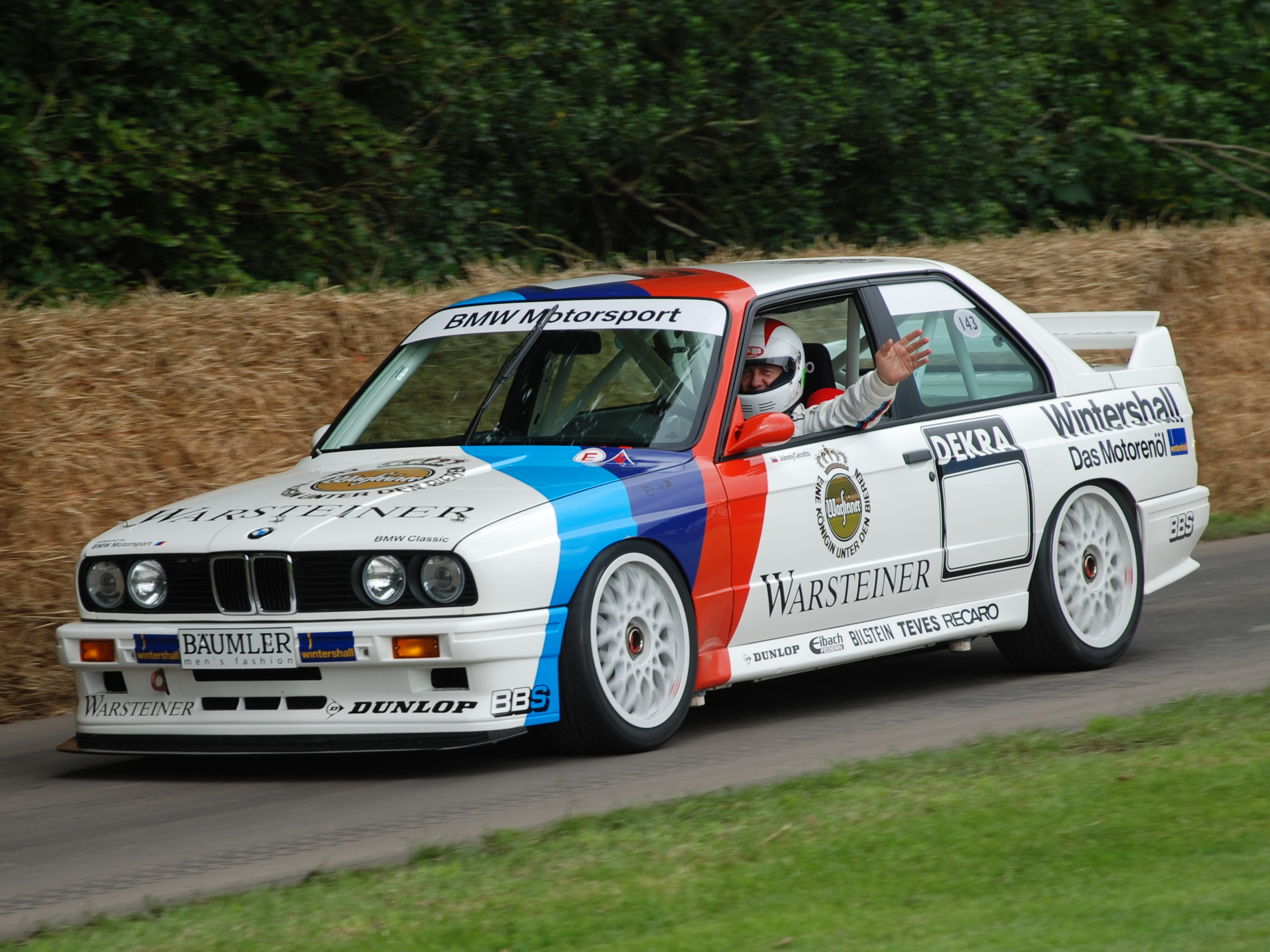
BMW・M3 E30
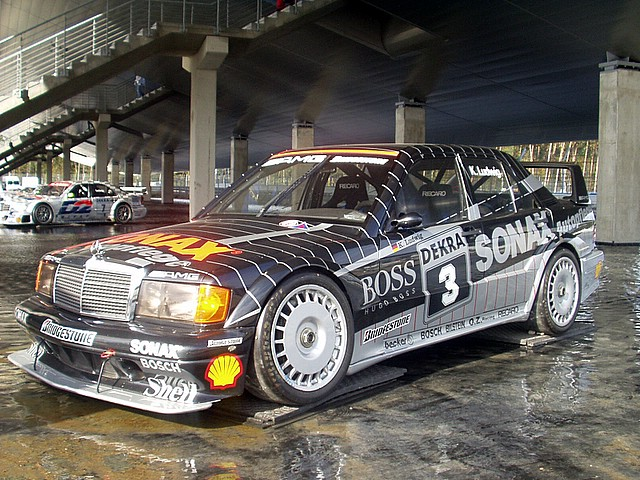
メルセデス・ベンツ190E 2.5-16 エボII
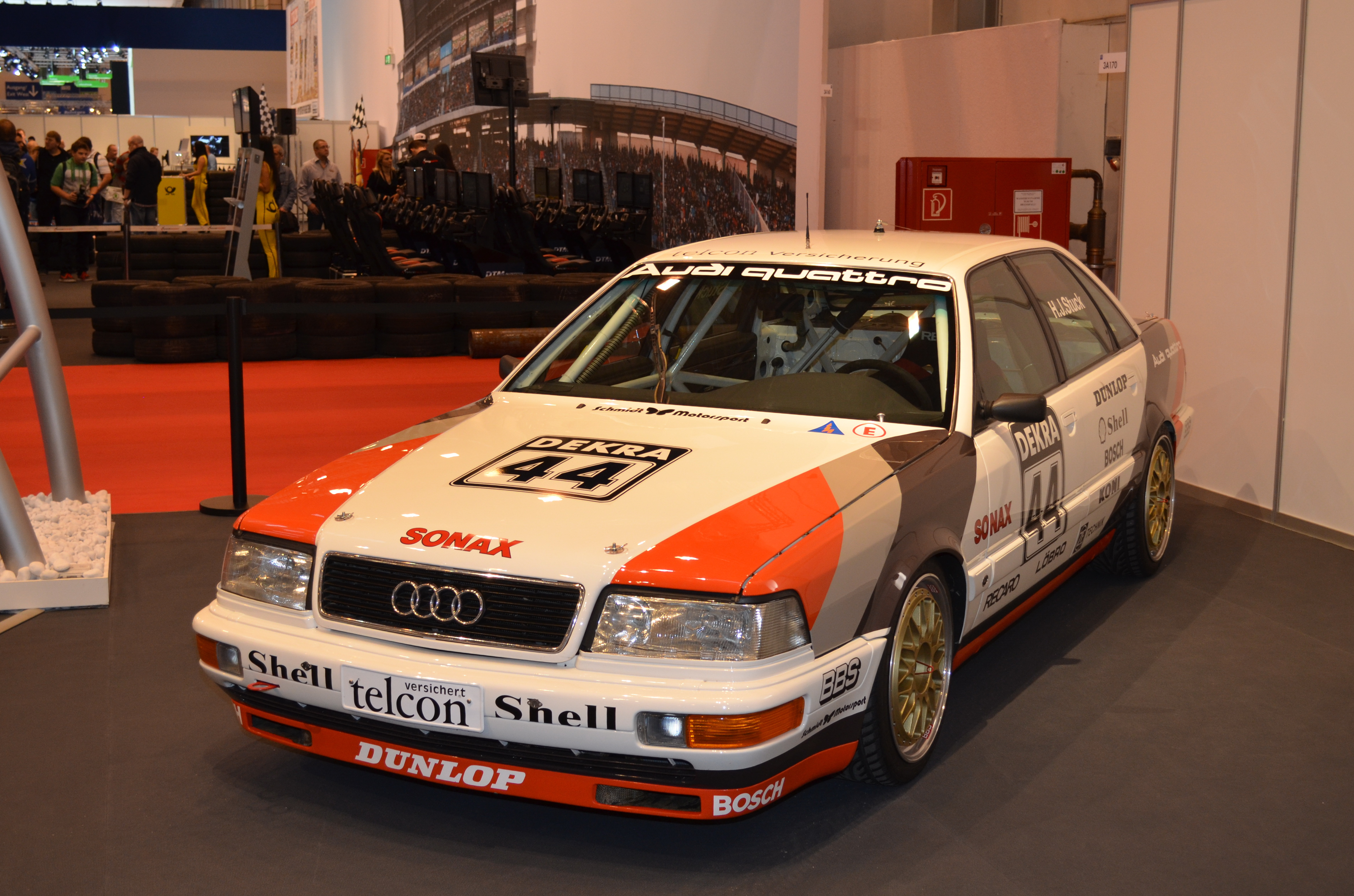
アウディ・V8 クワトロDTM

### クラス1モンスターマシン登場

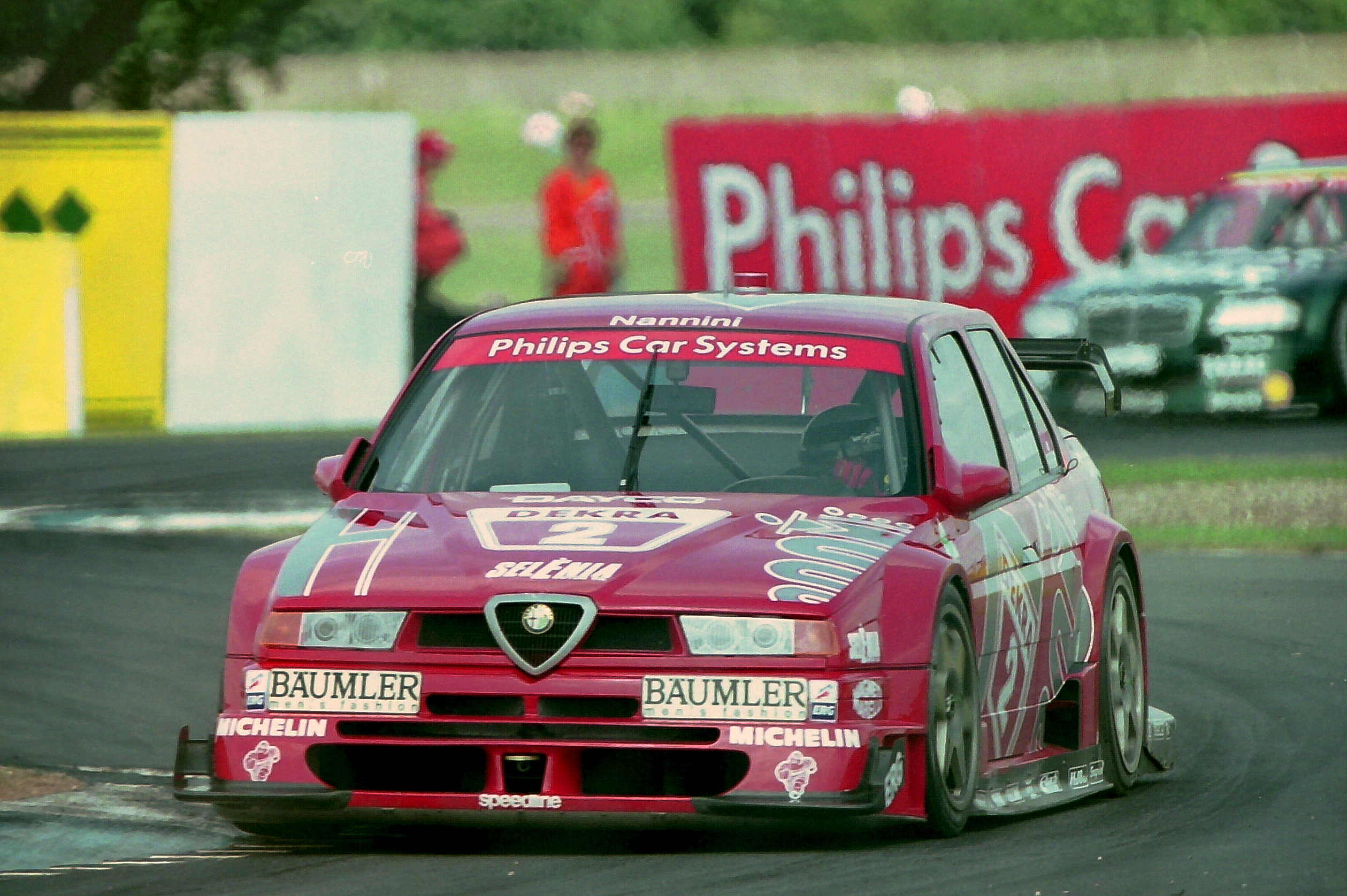
アルファロメオ・155 V6 TI
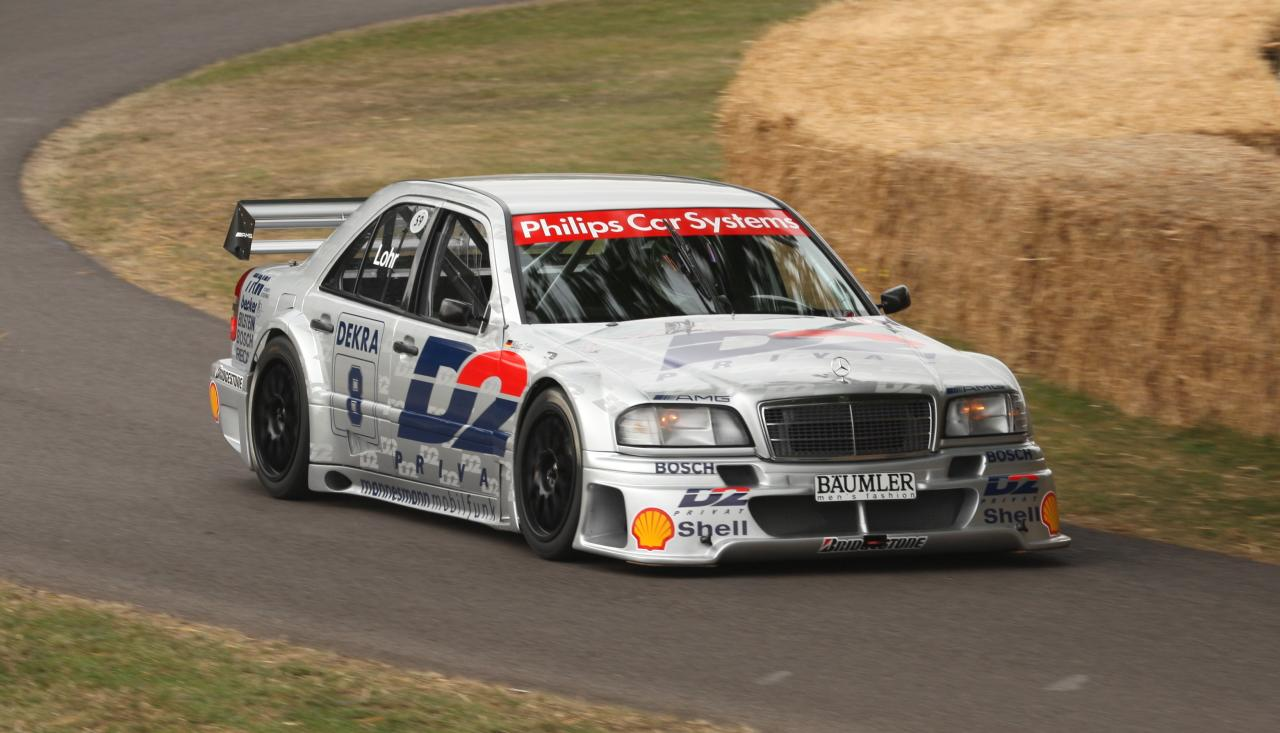
AMGメルセデス・Cクラス
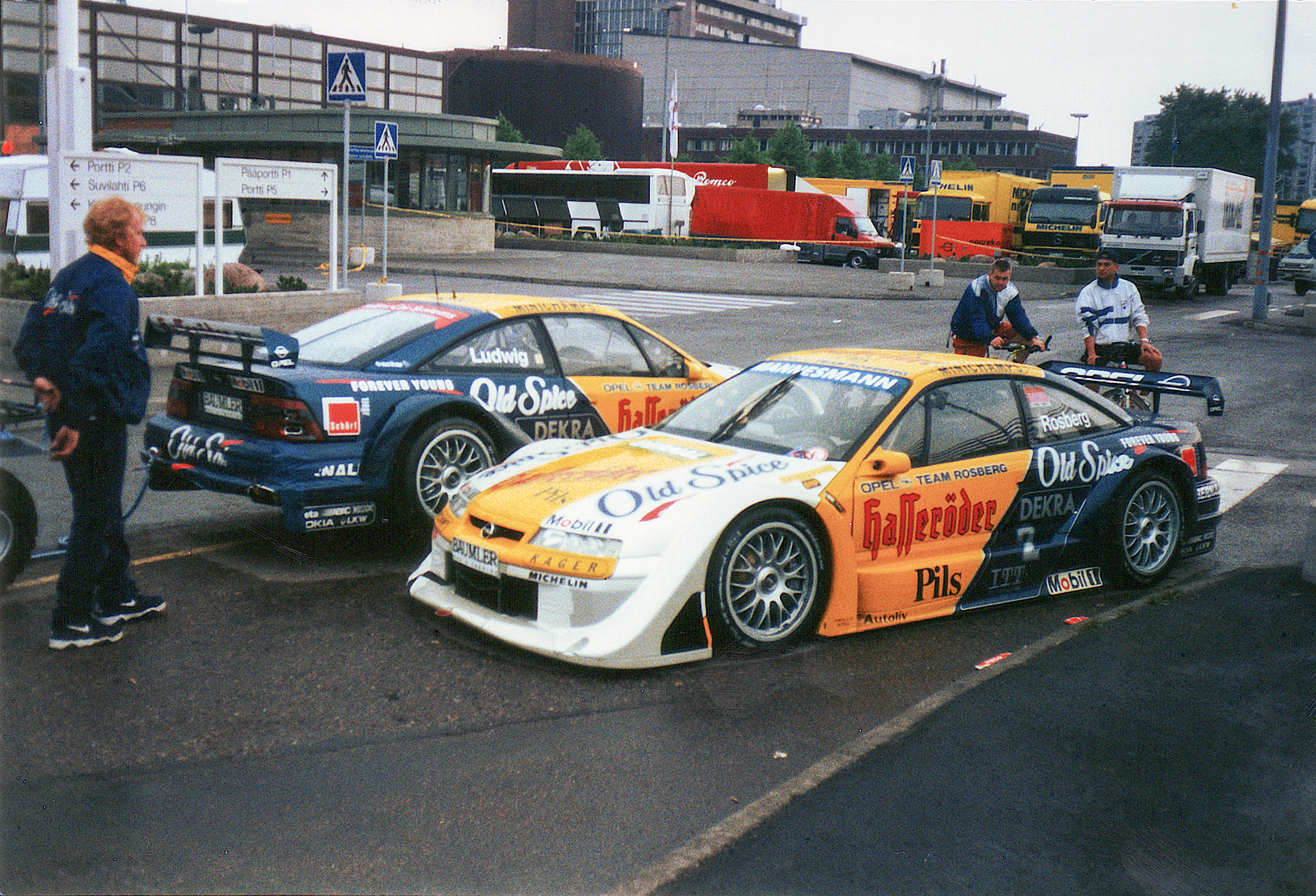
オペル・カリブラV6 4×4
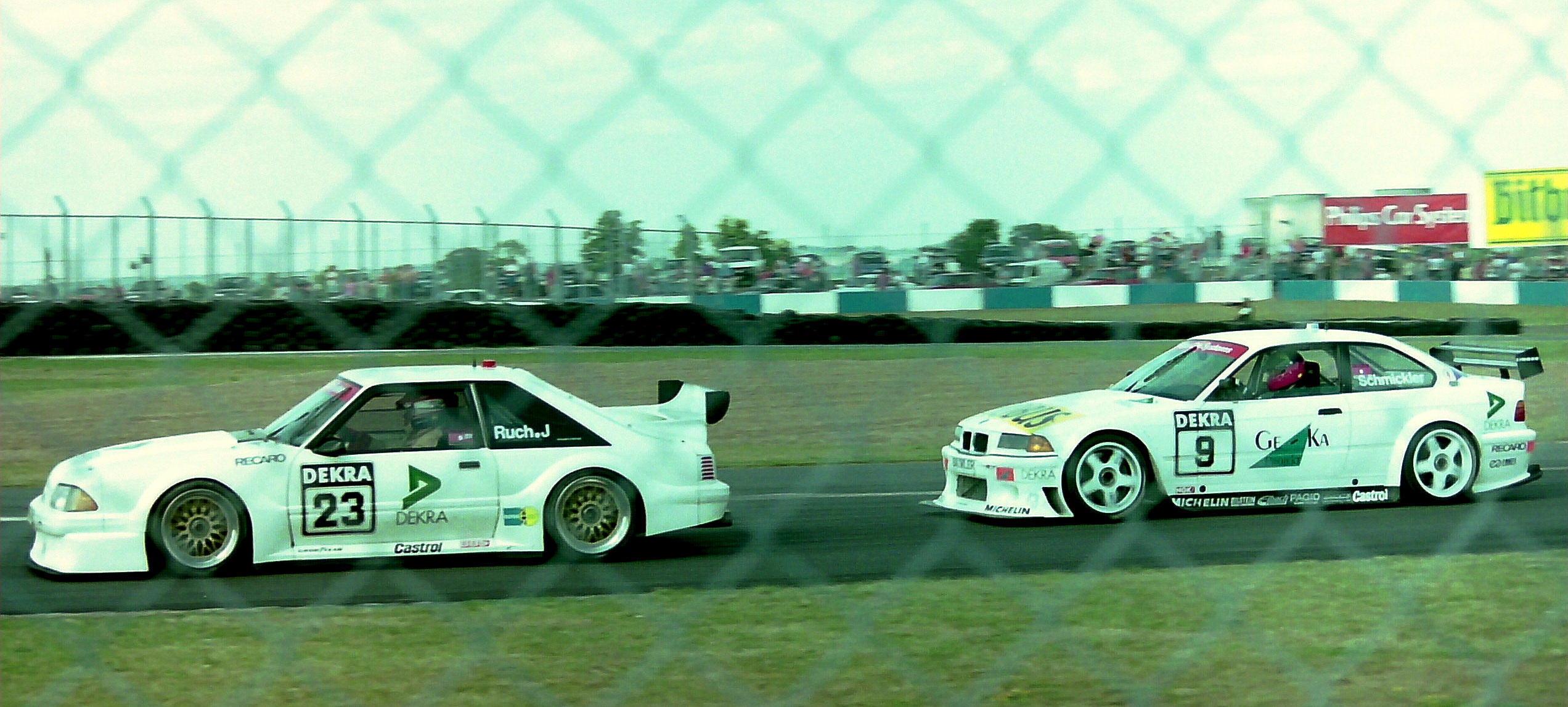
フォード・マスタング（前方）とBMW・M3 E36（後方）

## チャンピオン
| シーズン   | シリーズ名                             | チャンピオン                     | 2位                              | 3位                              | マニファクチャーズタイトル       |
| ---------- | -------------------------------------- | -------------------------------- | -------------------------------- | -------------------------------- | -------------------------------- |
| 1984       | Deutsche Tourenwagen Meisterschaft     | フォルカー・ストレイチェック     | オラフ・マンタイ                 | ハラルド・グロース               | not awarded                      |
| 1985       | Deutsche Tourenwagen Meisterschaft     | パー・シュトレソン               | オラフ・マンタイ                 | ハラルド・グロース               | not awarded                      |
| 1986       | Deutsche Tourenwagen Meisterschaft     | クルト・ティーム                 | フォルカー・ヴァイドラー         | クルト・ケーニヒ                 | not awarded                      |
| 1987       | Deutsche Tourenwagen Meisterschaft     | エリック・ヴァン・デ・ポール     | マヌエル・ロイター               | マーク・ヘッセル                 | not awarded                      |
| 1988       | Deutsche Tourenwagen Meisterschaft     | クラウス・ルートヴィッヒ         | ローランド・アッシュ             | アルミン・ハーネ                 | not awarded                      |
| 1989       | Deutsche Tourenwagen Meisterschaft     | ロベルト・ラヴァーリア           | クラウス・ニーツビーズ           | ファビエン・ジロイ               | not awarded                      |
| 1990       | Deutsche Tourenwagen Meisterschaft     | ハンス＝ヨアヒム・スタック       | ジョニー・チェコット             | クルト・ティーム                 | not awarded                      |
| 1991       | Deutsche Tourenwagen Meisterschaft     | フランク・ビエラ                 | クラウス・ルートヴィッヒ         | ハンス＝ヨアヒム・スタック       | メルセデス・ベンツ               |
| 1992       | Deutsche Tourenwagen Meisterschaft     | クラウス・ルートヴィッヒ         | クルト・ティーム                 | ベルント・シュナイダー           | メルセデス・ベンツ               |
| 1993       | Deutsche Tourenwagen Meisterschaft     | ニコラ・ラリーニ                 | ローランド・アッシュ             | ベルント・シュナイダー           | アルファロメオ                   |
| 1994       | Deutsche Tourenwagen Meisterschaft     | クラウス・ルートヴィッヒ         | ヨルグ・ファン・オーメン         | ニコラ・ラリーニ                 | メルセデス・ベンツ               |
| 1995       | Deutsche Tourenwagen Meisterschaft     | ベルント・シュナイダー           | ヨルグ・ファン・オーメン         | クラウス・ルートヴィッヒ         | メルセデス・ベンツ               |
| 1995       | International Touring Car Series       | ベルント・シュナイダー           | ヤン・マグヌッセン               | ダリオ・フランキッティ           | メルセデス・ベンツ               |
| 1996       | International Touring Car Championship | マヌエル・ロイター               | ベルント・シュナイダー           | アレッサンドロ・ナニーニ         | オペル                           |
| 1997- 1999 | DTM / ITC                              | （開催されず）                   | （開催されず）                   | （開催されず）                   | （開催されず）                   |
| 2000- 現在 | Deutsche Tourenwagen Masters           | ドイツツーリングカー選手権を参照 | ドイツツーリングカー選手権を参照 | ドイツツーリングカー選手権を参照 | ドイツツーリングカー選手権を参照 |

## 参照
1. ↑  www.motorsport-archive.com Retrieved on 17 November 2009
2. ↑  FIA results for the 1995 International Touring Car Series Retrieved from web.archive.org on 16 November 2009